# Anurapteryx meticulosa
Anurapteryx meticulosa är en fjärilsart som beskrevs av Pieff. Anurapteryx meticulosa ingår i släktet Anurapteryx och familjen Sematuridae. Inga underarter finns listade i Catalogue of Life.